# قنية أنفية
قنية الأنف (بالإنجليزية: Nasal Cannula)‏ جهاز يستخدم لتوصيل الأكسجين الإضافي أو زيادة تدفق الهواء للمريض أو الشخص الذي يحتاج إلى مساعدة في الجهاز التنفسي. يتكون هذا الجهاز من أنبوب خفيف الوزن ينقسم من طرف واحد إلى شقين يوضعان في فتحات الأنف ويتدفق منه خليط من الهواء والأكسجين. الطرف الآخر من الأنبوب متصل بإمداد الأكسجين مثل مولد الأكسجين المحمول، أو اتصال الجدار في المستشفى عبر عداد التدفق. يتم ربط القنية عمومًا بالمريض عن طريق ربط الأنبوب حول آذان المريض أو بشريط رأس مطاطي. النوع الأول والأكثر استخدامًا من قنية الأنف للبالغين يحمل 1-5 لترات من الأكسجين في الدقيقة.
يمكن أن تحمل القنية ذات الشقوق الأصغر المخصصة للاستخدام الرضع أو حديثي الولادة أقل من لتر واحد في الدقيقة. يمكن توصيل معدلات التدفق إلى 60 لترا من الهواء / الأكسجين في الدقيقة من خلال قنية الأنف المرطبة.
اخترع قنية الأنف من قبل ويلفريد جونز وبراءة اختراع في عام 1949 من قبل صاحب العمل.

## تطبيقات

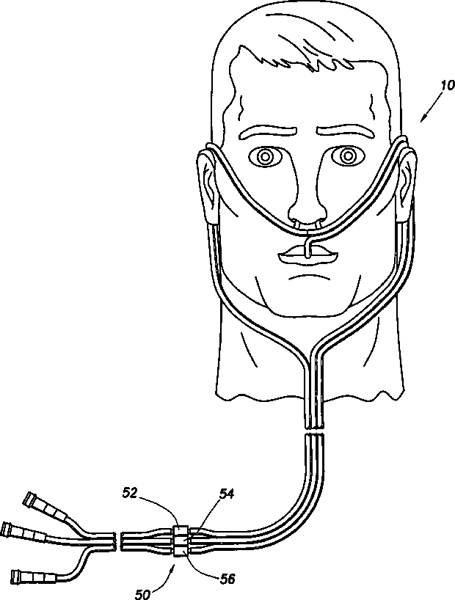
شوكات الأنف

### الأكسجين الإضافي
يتم استخدام قنية الأنف بشكل عام حيثما كانت هناك حاجة إلى كميات صغيرة من الأكسجين الإضافي، دون تحكم صارم في التنفس، كما هو الحال في العلاج بالأكسجين. يمكن لمعظم القنية توفير الأكسجين فقط بمعدلات تدفق منخفضة - تصل إلى 5 لترات في الدقيقة (لتر / دقيقة) - مما يؤدي إلى زيادة تركيز الأكسجين بنسبة 28-44 ٪. يمكن أن تؤدي المعدلات التي تزيد عن 5 لتر / دقيقة إلى إزعاج المريض وتجفيف الممرات الأنفية وربما نزيف الأنف (الرعاف). أيضا مع معدلات تدفق أعلى من 6 لتر / دقيقة.
غالبًا ما يتم استخدام قنية الأنف في المرضى المسنين أو المرضى الذين يمكنهم الاستفادة من العلاج بالأكسجين ولكنهم لا يحتاجون إلى التنفس. هؤلاء المرضى لا يحتاجون إلى الأكسجين لدرجة ارتداء قناع غير متجدد (Non-rebreather mask). إنه مفيد بشكل خاص لهؤلاء المرضى حيث يمكن أن يؤثر تضيق الأوعية سلبًا على حالتهم، مثل أولئك الذين يعانون من السكتات الدماغية.
يمكن أيضًا استخدام قنية الأنف بواسطة الطيارين والركاب في طائرة صغيرة غير مضغوطة لا تتجاوز ارتفاعات معينة. توفر القنية أكسجينًا إضافيًا للتعويض عن انخفاض محتوى الأكسجين المتاح للتنفس عند ضغوط الهواء المحيط المنخفضة فيما يتعلق بارتفاع الضغط العمودي، مما يمنع نقص الأكسجة. يتم تصنيع أنظمة قنية الطيران الخاصة لهذا الغرض.
منذ أوائل العقد الأول من القرن العشرين، مع إدخال قنية الأنف التي تستخدم الترطيب الساخن لترطيب غازات الجهاز التنفسي، أصبحت التدفقات أعلى من 6 دورة في الدقيقة ممكنة دون الانزعاج المرتبط بها، ومع الفائدة الإضافية المتمثلة في تحسين إزالة الأغشية المخاطية.

### علاج التدفق العالي للأنف
يمكن إعطاء تدفقات عالية من مزيج الهواء / الأكسجين عبر قنية الأنف لتقديم كمية عالية من العلاج بالأكسجين بدقة. يسمح ترطيب الغازات التنفسية بتدفق عالي بشكل مريح عبر القنية. يمكن استخدام علاج التدفق العالي للأنف كبديل فعال لأكسجين قناع الوجه ويسمح للمريض بمواصلة الحديث وتناول الطعام والشراب أثناء تلقي العلاج. التعريف: يتم تسليم خليط هواء الأكسجين بطريقة غير غازية عبر قنية الأنف عند التدفقات التي تتجاوز متطلبات التدفق الملهمة للمريض بالغاز الذي تم تكييفه على النحو الأمثل من خلال الاحترار وترطيب الغاز ليصل إلى نسبة رطوبة نسبية تصل إلى 100% في درجة حرارة الجسم. التعرف: التوصيل غير الجراحي لخليط هواء الأكسجين الذي يتم تسليمه عن طريق قنية الأنف عند التدفقات التي تتجاوز متطلبات التدفق الشهيق للمريض بالغاز الذي تم تكييفه بشكل مثالي عن طريق تسخين الغاز إلى رطوبة نسبية 100% في درجة حرارة الجسم.